# 쯔엉응옥아인
쯔엉응옥아인(Trương Ngọc Ánh, 1976년 11월 12일 ~ )은 베트남의 배우이다.

## 출연 작품
- 트와일라잇 조디악 (2019)
- 동쪽에서 온 진주 (2011)
- 사이공 이클립스 (2007)
- 하얀 아오자이 (2006)
- 인생의 통로 (2004)